# Максименко Олександр Сергійович
Максименко Олександр Сергійович (нар. 17 лютого 1997, Високопілля, Херсонська область) — український футболіст, захисник.

## Ігрова кар'єра
Перші кроки у футболі робив в ДЮСШ смт. Високопілля Херсонської області. Пізніше з 2010 у ДЮФЛУ виступав за РВУФК (Київ).
В сезоні 2014—2015 року потрапив до полтавської «Ворскли», за яку виступав на рівні U-19 та U-21, до заявки першої команди потрапив на матч 18-го туру Української прем'єр-ліги проти луцької «Волині» 10 грудня 2016 року, проте, на полі так і не з'явився. В результаті за першу команду полтавців Максименко так і не дебютував.
Влітку 2018 року перейшов до першолігового клубу «Гірник-Спорт», де до кінця року зіграв у 5 іграх чемпіонату і одній грі кубку, після чого на початку 2019 року став гравцем друголігової «Таврії» (Сімферополь).
На початку 2021 року Максименко знову повернувся до Першої ліги, де до кінця сезону провів 14 ігор за «Кристал» (Херсон), а потім знову повернувся до «Таврії».
2022 року після повномасштабного вторгнення Росії Максименко залишився Польщі, де став виступати за нижчолігові невеликі клуби «П'яст» (Жерники) та «П'яст» (Жмігруд)